# Philip Ndoo
Philip Ndoo (* 3. September 1946; † 2. Februar 2005) war ein kenianischer Langstreckenläufer.
Bei den British Commonwealth Games 1970 in Edinburgh wurde er in 28:42,82 min Siebter über 10.000 m und kam im Marathon in 2:22:40 h auf den 15. Platz.
Von 1973 bis 1975 studierte er an der Eastern New Mexico University, in deren Athletics Hall of Honors er 2002 aufgenommen wurde, und wurde danach Sportchef bei der kenianischen Zeitung Daily Nation.
1976 qualifizierte er sich als Zweiter bei dem kenianischen Ausscheidungsrennen in 2:17:26 h für den Marathon der Olympischen Spiele, jedoch verhinderte der Olympiaboykotts Kenias, gegen den er scharf protestierte, einen Start.